# T29 Heavy Tank
T29 Heavy Tank – amerykański prototypowy czołg ciężki opracowany pod koniec II wojny światowej, mający być odpowiedzią na niemieckie czołgi PzKpfw VI B Königstiger.
Prace nad projektem, rozpoczęte w 1944 roku, zakończono na początku 1945 roku; zbyt późno, by pojazdy wzięły udział w działaniach wojennych. Łącznie zbudowano sześć czołgów w trzech wersjach (T29E1, E2, E3), z których pierwszy dostarczono w 1947 roku. Poszczególne wersje różniły się między sobą silnikiem oraz systemami sterowania wieżą i armatą.
Uzbrojenie pojazdu stanowiła armata kalibru 105 mm oraz cztery karabiny maszynowe.